# 黄穗薹
黄穗薹（学名：Carex perakensis），又名霹雳薹草，是莎草科薹草属的植物。分布在印度尼西亚、马来西亚、台湾岛、中南半岛以及中国大陆的贵州、海南、福建、广西、广东、四川、云南等地，生长于海拔700米至1,800米的地区，见于林下阴湿处，目前尚未由人工引种栽培。